# 이성구 (1896년)
이성구(李成九, 1896년 ~ 1933년 10월 12일)는 대한민국의 독립운동가이다.

## 생애

### 3·1 운동 참가
평안북도 선천(宣川) 출생인 그는 1919년 3·1 독립운동 때 평안북도 선천 향리에서 대한 독립 만세 시위 운동에 참가하였다. 1920년 친일파 관료 출신 평안북도 선천군 태산면 면장(台山面 面長) 김병탁(金炳鐸)을 총살한 의거에 연루되면서 징역 10년형을 선고받고 1924년 신병으로 4년만에 가석방되었다.

### 중화민국 장쑤 성 상하이에 망명
1924년 그는 가석방과 동시에 중화민국 장쑤 성 상하이(上海)에 망명하였다. 상하이에서는 무장 항쟁을 투쟁방법으로 삼고 1925년에 2번에 걸쳐 상하이 소재 일본 주재 영사관에 폭탄을 던져 폭파 기도하였으나 큰 성과를 거두지 못하고 말았다. 1926년 1월 그는 결사 동지 박창세(朴昌世), 문일민(文一民), 강창제(姜昌濟), 이운환(李雲煥) 등과 같이 무장 항쟁을 위하여 병인의용대(丙寅義勇隊)를 조직, 박창세를 단장으로 추대하고 그 자신은 의용대 대원이 되어 강력한 항쟁을 전개하였다. 이 병인의용대는 대한민국 임시정부의 경호를 위한 외곽단체로 크게 기여하였으며 한국독립당의 특무공작도 겸하여, 일제의 앞잡이 밀정공산도배, 변절자를 숙청 처단하였는데, 그는 석현구(石鉉九) 유인발(柳寅發) 등을 암살하는 계획에 참여하였다.

### 상하이 주재 대한민국 임시정부 예하 한국독립당 관련 활동
1929년 1월에는 한국노병회(韓國勞兵會) 제26회 이사회에서 신회원으로 입회 관련 허가를 받고, 특별회원에 가입하였으며, 1930년 5월에는 대한교민단(大韓僑民團) 의경대원(義警隊員)으로도 활약하였다. 1931년 7월 임시정부 국무위원회의에서는 교민(僑民)의 안전을 기하기 위하여 상해한인각단체연합회(上海韓人各團體聯合會)를 조직하고 국민정부와 기타 중국 측 중요단체에 대해서 성명서를 발표하여 항일투쟁을 위한 한 중 양국민의 공동대처 방안을 도모하였는데, 그는 흥사단장 안창호, 애국부인회장 오의순(吳義橓), 소년척후대장(少年斥候隊長) 박창세(朴昌世), 야소교회 목사 송병조(宋秉祚) 등과 함께 병인의용대장(丙寅義勇隊長)의 자격으로 이에 서명하였다. 또한 1932년에는 송병조(宋秉祚)·박창세(朴昌世) 등의 지시로 한국독립당에 가입하여 활동하는 한편 동년 11월에는 중국측 항일제단체 대표자와 회합하여 중한민중토일동맹(中韓民衆討日同盟)을 조직하고, 그는 특무부 차장(特務部 次長) 이춘산(李春山)과 함께 격렬한 항일 투쟁에 임하였다. 또한 동년 가을에는 한국독립당 간부급 당원 송병조, 박창세의 지도로 한족회(韓族會)를 조직하였는데, 이 한족회는 1934년 12월에 김두봉(金枓奉)·신광제(辛光濟)에 의하여 남경한족회(南京韓族會)로 발전하였다.

### 독립운동가의 최후
1933년 1월에는 상하이에서 한국독립당 전당 대회가 개최되었는데 그는 이유필(李裕弼)·강창제(姜昌濟)·김동우(金東宇)·안경근(安敬根)·문일민(文一民)·차이석(車利錫)·송병조(宋秉祚) 등과 함께 당간부로 이 대회에 참석하여 이사장으로 선출되었다. 이렇게 활동하던 중 프랑스조계(租界) 하비로(霞飛路)의 백제약방(百濟藥房)에서 옥성빈(玉成彬)과 만나기로 약속한 그는 약속 장소에 도착하였으나, 잠복하고 있던 일본 영사관 경찰에게 체포되었다. 평안북도 신의주로 압송된 그는 1933년 3월 16일을 기하여 평안북도 신의주 지방법원에서 징역 7년형을 받고 옥고를 치르던 중 혹독한 고문 관련 여독으로 끝내 경성형무소에서 순국하였다.

## 사후
그의 사후 대한민국 정부에서는 고인의 공훈을 기리고자 1968년에 대한민국 건국훈장 독립장을 추서하였다.

## 참고 자료
- 대한민국 국가보훈처 공훈록 - 이성구 前 한국독립당 대표상임행정위원[깨진 링크(과거 내용 찾기)]